# Bankó Miklós (építőmérnök)
Id. Bankó Miklós (Békéscsaba, 1930. október 20. – Budapest, 2020. április 28.) okleveles mérnök, számos hazai és külföldi acélszerkezeti konstrukció tervezője.

## Életútja
Édesapja Bankó András, édesanyja Margócsy Irén (1901–1944). Két testvére volt, Borbála (1929–2006) és András (1934–2006). Az elemi iskolát Békéscsabán és Kassán, a gimnáziumot ismét Békéscsabán végezte el, mindvégig kitűnő minősítéssel. 1949-ben lett az akkori budapesti Építőipari Műszaki Egyetem hallgatója, amit a Mérnöki Kar Híd- és Szerkezetépítő szakán 1953-ban kitüntetéses oklevéllel fejezett be.
Az egyetem elvégzése után a Dunai Vasmű Beruházási Főmérnökségén dolgozott mint műszaki ellenőr, majd 1961-ben a Vegyiműveket Tervező Vállalatnál (VEGYTERV) folytatta pályáját, ahol 1989-ig tervező, szakosztályvezető, osztályvezető-helyettes, majd a Központi Statikai Ellenőrzési Osztály vezetője volt. 1989–1990-ben a POLIGON-VEGYTERV Kft.-nél mint műszaki főtanácsadó, irányító tervező, 1990–1993 között az Euro-Consult Mérnökszolgálati Kft.-nél mint tartószerkezeti tervező dolgozott. 1993–2001 között ipari acélszerkezetek tervezésére jogosító igazolvánnyal rendelkező egyéni vállalkozóként működött. 2002-ben a SECUTRON Kft. mérnöki tanácsadója volt.

## Szakmai tevékenysége[2][3][4]
Szakmai tevékenységét már mint IV. éves egyetemi hallgató megkezdte, demonstrátorként bekapcsolódott az egyetem Hídszerkezet Tanszékének munkájába. Diplomája megszerzését követően a Dunai Vasmű beruházási főmérnökségére helyezték. Itt a kokszolómű, a meleghengermű és a hideghengermű acélszerkezeti munkáinál dolgozott, mint műszaki ellenőr, és a kohászati daruk beruházási teendői is a feladatkörébe tartoztak.

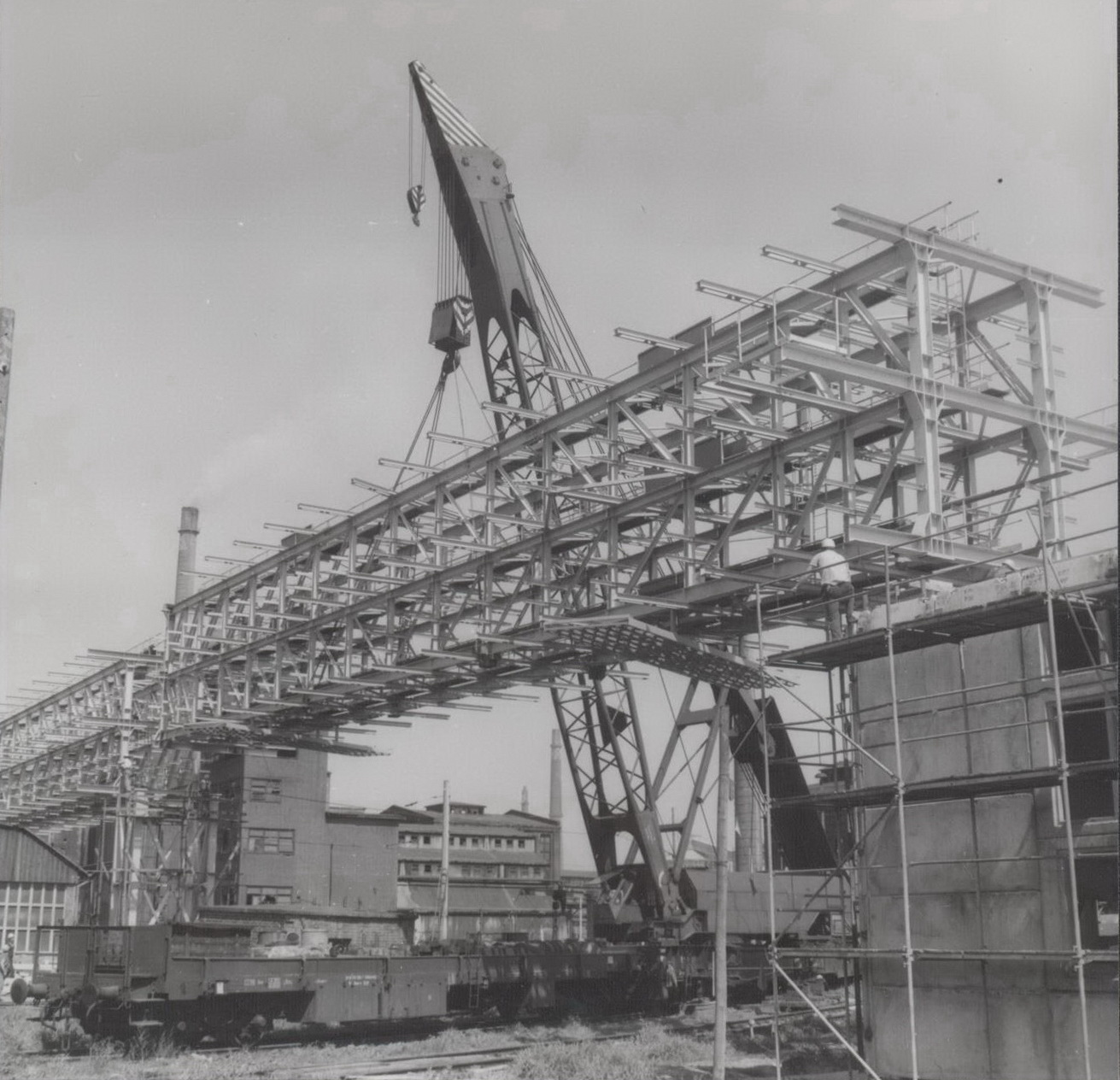
A Bitterfeld és Wolfen közötti csőtartó híd egyik szakaszának beemelése

Palágyi Pállal 1959-ben közösen készítették el a Dunai Vasmű II. számú érctéri bakdaru hídjának újszerű szerelését lehetővé tévő kivitelezési terveket. A daruhíd beemelése a fix és ingalábra erősített hidraulikus sajtók segítségével történt. A megvalósult újítás révén – amiért mindkettőjüket a Kiváló Újító kitüntetés arany fokozatával tüntették ki – megtakarítható volt az I. számú bakdaru szerelésénél alkalmazott teljes aláállványozás 900 köbméternyi faanyaga.
A magyar vegyipar fejlesztése során számos acélszerkezeti tervezési munkát irányított. A VEGYTERV-nél a Magasépítési Iroda Acélszerkezeti Osztályán 1961 elején tervezőként kezdte a munkát, majd egyre magasabb beosztásban folytatta azt. Számos acélszerkezet, elsősorban különböző teherbírású és szerkezeti kialakítású csőtartó hidak tervezése képezte a feladatát. Vezetői beosztásban egyre inkább az irányítással kellett foglalkoznia, de a tartószerkezeti tervezést – ha kisebb mértékben is – változatlanul folytatta.
Angol és német nyelvtudása (mindkét nyelvből felsőfokú állami nyelvvizsgát tett) lehetővé tette számára, hogy külföldön is dolgozzék. A VEGYTERV, 1971 és 1979 között részt vett az akkori Német Demokratikus Köztársaság vegyiparának fejlesztési munkáiban, és ennek keretén belül közreműködött több acélszerkezet tervezésében. Ezek közül a Bitterfeld és Wolfen vegyipari komplexumok közötti, több kilométer hosszúságú csőtartó híd volt a legjelentősebb. A wolfeni gyárban húzódó szakasz alátámasztási pontjainak a kiválasztásánál komoly tervezési nehézséget okoztak a meglévő gyárépületek és vasúti vágányok. A beruházó német cég, a Chemiekombinat Bitterfeld, a vezetői tevékenységét magas kitüntetéssel ismerte el.
A VEGYTERV-nél 1979-ben kinevezték a Központi Statikai Ellenőrzési Osztály vezetőjévé. E tevékenysége mellett 1982‑1983-ban időszakonként részt vett Német Szövetségi Köztársaságban a Mannesmann Anlagenbau cégnél a kalkari atomerőmű(de) acélszerkezetű csőtartó állványzatainak tervezésében. Ezt követően 1986 és 1988 között bekapcsolódott az ERŐTERV szervezésében a Mannesmann Anlagenbau Consult részére készülő acél-tartószerkezetek tervezésébe, egyes Németországban működő hőerőművek füstgáz kéntelenítő berendezéseihez.
Az Euro-Consult Mérnökszolgálati Kft.-nél a fő feladatot a külföldön létesülő acélszerkezeti létesítmények statikai számításai és kivitelezési tervei jelentették, amelyek közül a Szaúd-Arábiában megépült kohászati komplexum és a BAYER gyógyszergyártó csarnokok emelhetők ki. Említést érdemel ugyanakkor a hazai Mátravidéki Erőmű füstgáz-kéntelenítő berendezéseihez tartozó nagy átmérőjű csővezetékek és alátámasztásaik tartószerkezeti tervezése.
Kiváló munkájáért több kitüntetést is kapott (Kiváló Újító arany fokozata 1959, Kiváló Munkáért 1979), kiváló mérnöki teljesítményeiért pedig a Budapesti Műszaki Egyetem 2003-ban Arany, 2013-ban pedig Gyémánt Diplomával tüntette ki.

## Magánélete
1956-ban nősült meg (felesége, Takács Márta 2007-ben hunyt el), két fia született: Miklós (1958) és Balázs (1963).